# 中国攻め
中国攻め（ちゅうごくぜめ）は、天正5年（1577年）以降に織田信長（織田政権）が主として羽柴秀吉に命じて行った毛利輝元の勢力圏である山陽道・山陰道に対する進攻戦。中国征伐（ちゅうごくせいばつ）とも称する。戦は足かけ6年にも及び、天正10年6月4日（西暦1582年6月23日）に講和するまで続いたが、その2日前、同月2日（西暦1582年6月21日）に本能寺の変にて信長が横死したためそのまま未完に終わった。
※文中の（ ）の年は西暦、月日は全て和暦、宣明暦の長暦による。

## 経過

### 信長包囲網の形成と毛利の播磨進攻

#### 中国攻め以前の織田・毛利関係

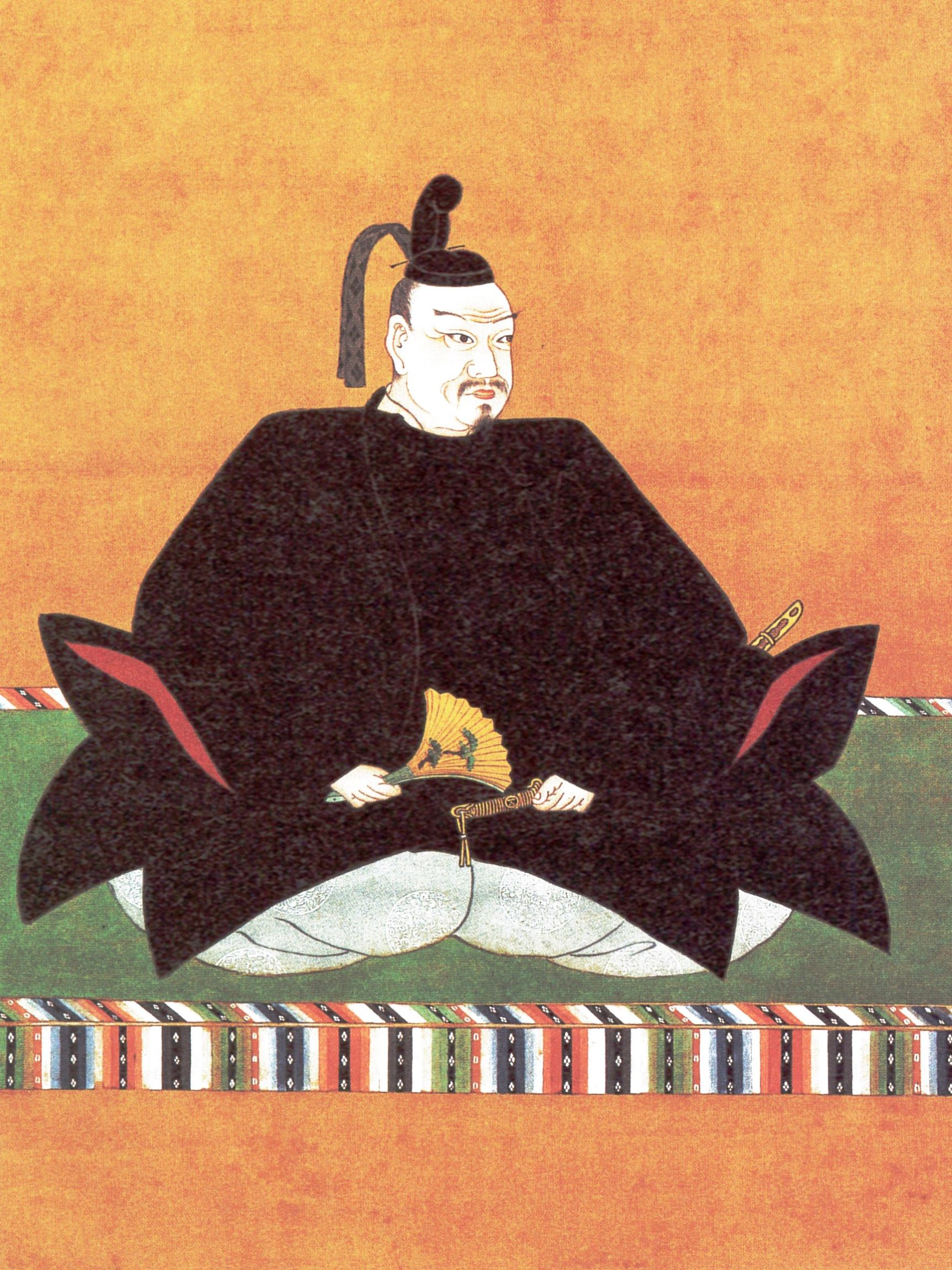
当時20代前半の若者であった毛利輝元

織田信長と毛利氏の当主・毛利輝元は阿波を本拠とする三好氏に対する牽制の意味もあって、但馬や播磨・備前のあたりを互いの緩衝地帯として、互いに友好関係を保持してきた。信長は、上洛以来瀬戸内海東部の制海権の掌握をめざし、それを阻む三好三人衆や石山本願寺とはしばしば戦ってきた（野田・福島の戦い）が、他方で瀬戸内海の西部海域を掌握していた毛利氏・小早川氏を敵にまわさないよう気を配ってきたのであった。しかし、一方で信長は天正3年（1575年）、大友氏・島津氏ら九州地方の諸大名を講和させて毛利氏の背後に圧力を加えようと企図し、関白左大臣の近衛前久を薩摩・肥後に下向させている。
天正3年8月、信長は明智光秀・羽柴秀吉を先鋒に、自らも出陣して越前府中（福井県武生市）を攻めて越前一向一揆を壊滅させ、加賀能美郡・江沼郡も制圧して、9月に越前北庄（福井県福井市）に北庄城を築き、後事を柴田勝家に託した。これは、石山本願寺にとっては大きな痛手となった。そして、天正元年（1573年）に室町幕府最後の将軍足利義昭を京より追放し、越前を平定した後の信長の「天下布武」における最重要課題は、政治的・軍事的にも、経済的にも西国の平定となったのである。

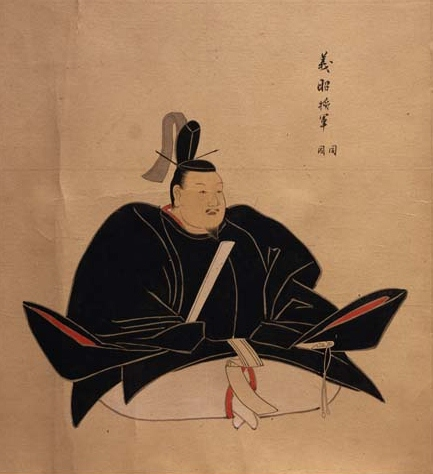
反信長同盟の形成に努めた幕府最後の将軍足利義昭

越前制圧の直後、信長方の摂津有岡城（兵庫県伊丹市）主荒木村重は西播磨の豪族から人質をとり、謀反を起こした宇喜多直家と交戦中であった備前の浦上宗景を援助して宗景の居城天神山城（岡山県和気郡和気町）に兵糧を入れ援助したが、天正3年9月に宗景は直家に敗れて備前を追われた（天神山城の戦い）。浦上宗景の敗退によって毛利氏に与する宇喜多直家が備前の支配権を奪取し、これにより毛利勢力の東進による織田氏との直接の衝突が現実味を帯びた。信長は天正3年10月、播磨の旧守護家赤松氏の配下であった御着城（兵庫県姫路市）の小寺政職や、三木城（兵庫県三木市）の別所長治、龍野城（兵庫県たつの市）の赤松広英、直家によって失領した宗景らが上洛して信長に出仕した。
一方、山陰地方では信長が毛利方との約束に反して、それ以前から尼子勝久・山中幸盛（鹿介）らの挙兵をひそかに支援していたことから事態は転変を繰り返した。天正2年（1574年）に尼子勢が因幡で挙兵して、私都城（鳥取県八頭郡八頭町）、若桜鬼ヶ城（鳥取県八頭郡若桜町）を攻めて鳥取城（鳥取市）の城主山名豊国に危険がせまったため、豊国の伯父で信長に取り立てられていた但馬の有子山城（兵庫県豊岡市）城主山名祐豊が豊国救援のため毛利方に走った。しかし、丹波の黒井城（兵庫県丹波市）城主の赤井直正（荻野直正）が但馬国内へ侵入したため、祐豊は再び信長方に転じた。

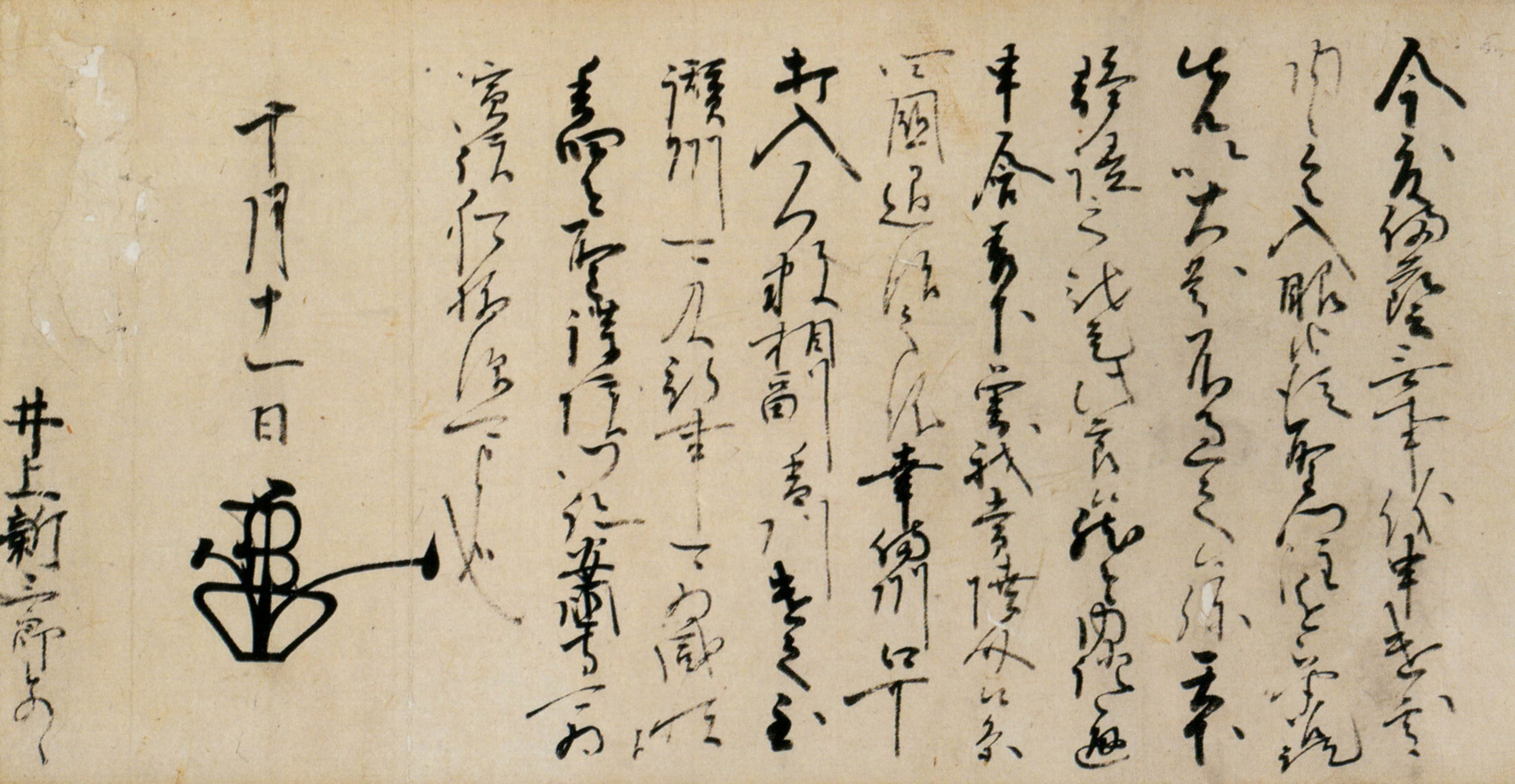
足利義昭御内書（毛利氏家臣井上新三郎宛ての御内書）/大阪城天守閣蔵

天正4年（1576年）2月、義昭は紀伊興国寺（和歌山県日高郡由良町）から毛利氏の支配する備後国鞆の浦（広島県福山市）に移った。これは、必ずしも毛利氏の歓迎するところではなかったが、義昭はさかんに輝元らに対し信長に敵対するよう働きかけた。義昭はそれ以前から征夷大将軍として御内書を出して各地の大名の糾合を呼びかけ、信長包囲網（第3次）の形成に努めた。その結果、長らく信長と対立していた本願寺や武田氏のみならず、備前国の宇喜多直家などがこれに参加した。
こうした動きは、信長傘下の諸勢力にも少なからざる動揺を与えた。信長は天正3年秋より光秀に命じて丹波攻めを本格的に開始し、光秀は丹波の国人のほとんどを味方につけて赤井忠家とその叔父である直正の立てこもる黒井城を包囲して兵糧攻めにして落城寸前にまで追いこんでいたが、天正4年初頭、突如として丹波国人の1人で八上城（兵庫県丹波篠山市）主波多野秀治が裏切り、光秀は総退却を余儀なくされた（第一次黒井城の戦い）。前後して、いったんは織田氏に与力した但馬の山名祐豊が天正3年末、またも信長に叛旗をひるがえした。

#### 信長包囲網と織田・毛利の激突

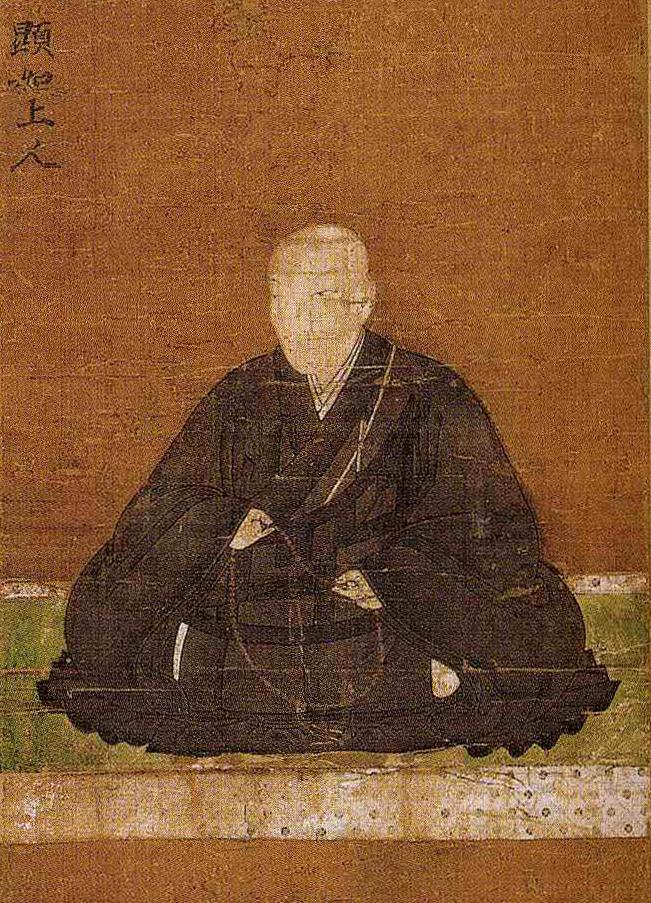
10年におよぶ対信長戦争を指導した本願寺の教主顕如。

天正4年4月、信長が村重、藤孝、光秀、直政に命じ、一向一揆の拠点である摂津の石山本願寺（大阪府大阪市）攻めを開始して石山合戦（第4次）がはじまるに至って織田氏の強大化に危機感をいだいた毛利氏は、淡路北端の岩屋城（兵庫県淡路市）を占拠し、本願寺に兵糧や弾薬を搬送するなどの救援に乗り出し、信長包囲網の一画に加わった。
『毛利家文書』には、石山本願寺を支援するにあたっての毛利家内の軍議の内容を伝える史料がのこっており、それによれば、織田氏との関係を和戦両様で検討したことがうかがい知れる。ここでは、信長と合戦にならなかった場合、
1. 宇喜多直家が信長に吸引され、毛利方の者まで手なずけられ、信長が強勢となって当方を攻めてきたとき、どうするのか。
2. 鞆にいる足利義昭をどうするのか。
3. 毛利氏に同盟する諸勢力の結束をどうするのか。

が衆議にかけられ、また、信長と合戦になった場合、
1. 合戦の間じゅう、上下の結束が維持できるのか。
2. 旧尼子勢力圏の出雲・伯耆・因幡を制圧しうるかどうか。
3. 宇喜多直家の心をつなぎとめうるかどうか。

だが、検討された。毛利方は、評定をひらいたうえで慎重に審議した結果、義昭の懇請に応じて本願寺支援の決断を下したのであった。
この輝元の決断は島津氏はじめ九州地方の諸大名、伊予の河野氏、越後を本拠とする上杉謙信、甲斐の武田勝頼などにも伝えられた。義昭はそのあいだも政治工作を進め、謙信・勝頼に対して、輝元と協力して信長を討つことを命じている。
5月には謙信が本願寺法主顕如（本願寺光佐）との間に加賀一向一揆との和睦を成立させて反信長に転じ、6月には謙信は輝元からの口添えもあり、武田氏・北条氏との和睦を受諾した。なおこの頃、輝元と直家の和議が成立したがこれを仲介したのは鞆にいた義昭であった。

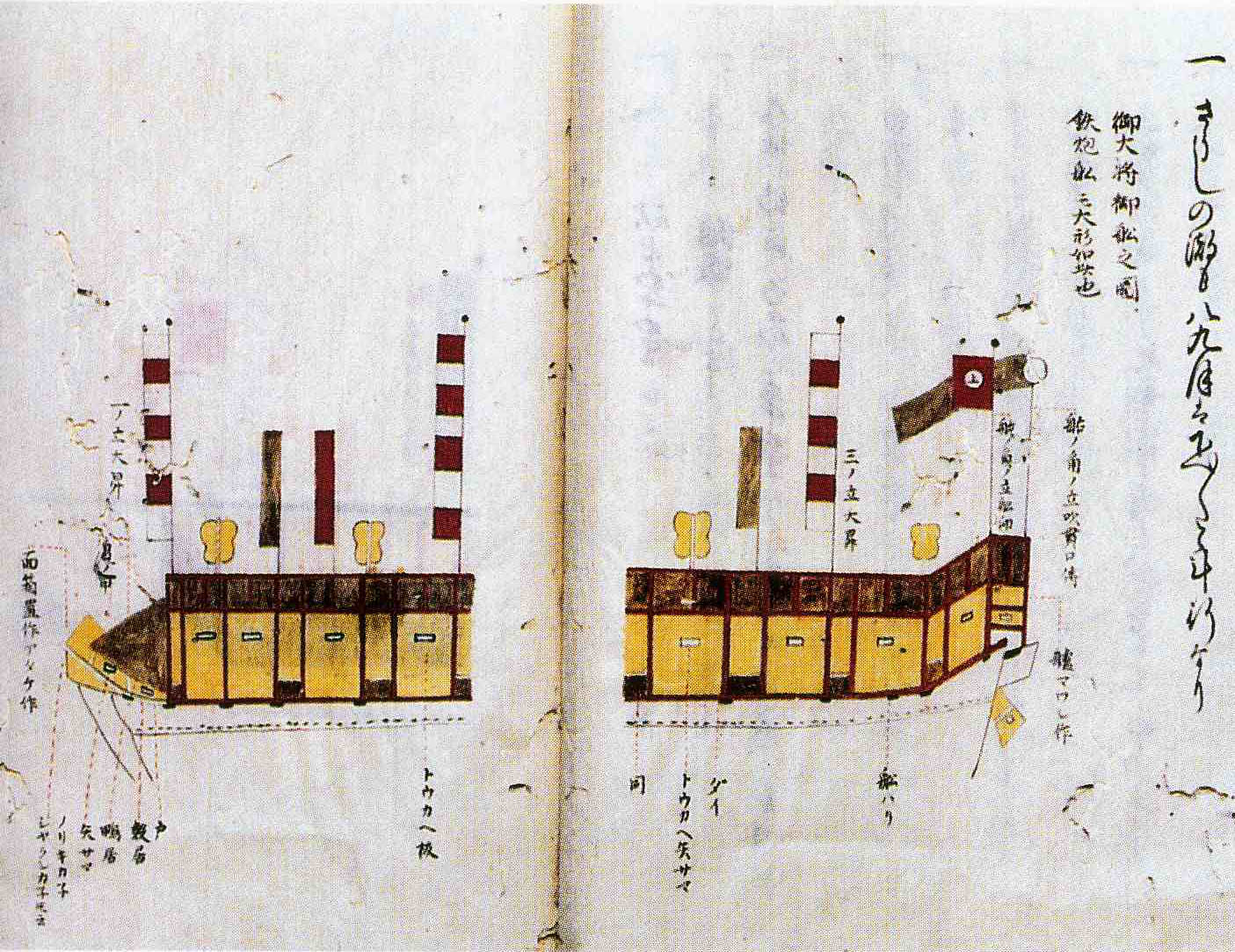
『御大将御船之図』（瀬戸内系水軍の安宅船）/神戸大学付属図書館蔵

毛利氏は紀伊の雑賀衆と連携し、天正4年7月の第一次木津川口の戦いで織田氏に対し最初の戦闘をしかけた。児玉就英ら毛利氏警固衆、乃美宗勝ら小早川水軍に因島・能島・来島の各村上氏を加えて淡路の岩屋に集結し、宇喜多氏の加勢も得た毛利水軍の兵糧船600艘と警固船300艘は、和泉貝塚（大阪府貝塚市）に回航して雑賀衆の新手と合流して北上した。また、木津川の河口で焙烙玉を用いた攻撃などによって織田水軍の安宅船10艘、警固船300艘を破り、数百人を討ち取るという大勝利を収め、織田氏の海上封鎖を破って石山本願寺に兵糧米をとどけることに成功した。この時、摂津・和泉の門徒も毛利方に加勢している。
かくして義昭の働きかけは結果としては大成功を収め、本願寺・毛利・上杉を主とする信長包囲網が成立した。しかし、これは、三者がそれぞれ信長の勢力拡大に直面して危機感をおぼえ、自ら生き残る道を求めたためであって、かならずしも義昭の期待する幕府再興をめざしたわけではなかった。たとえば、越中を掌握しつつあった謙信が天正4年に信長包囲網に加わったのは、前年に信長軍が越前・加賀を侵攻したからであり、輝元にしても、信長が山陰で尼子氏再興の動きを援助し、備前・播磨の浦上・別所・小寺の各氏を取り込んだことに危機感を募らせたからだったのである。
ただ、本来動機の異なるかれらが大同団結するためには大義名分が必要だったことも確かであり、輝元は将軍の命令に服して義昭公入洛のために馳走するという起請文を発して謙信・勝頼の出馬を要請したのである。謙信はいちはやくそれに呼応して上洛の軍を発する旨を返答したが、天正3年の長篠の戦いで壊滅的な敗北を喫した勝頼にはすでに大軍を動かす余力はなかった。ただし、小田原城（神奈川県小田原市）の北条氏とは講和して背後を固めた。8月、北条氏もまた、真意は別として義昭の呼びかけに応える構えをみせた。

#### 毛利勢の東進
信長と断交した後の毛利氏は、山陽道から東進して上洛するルート、山陰道から京都の背後にせまっていくルート、そして、海上から和泉あるいは摂津に上陸するルートの三方面からの進攻作戦を考えていた。山陰道・山陽道のルートはそれぞれ輝元の2人の叔父吉川元春・小早川隆景が担当になった。
天正3年の時点で毛利と同盟を結んでいた直家が浦上宗景の所領をほぼ掌握し備前より東への東征が可能になると、天正4年に毛利氏は播磨に侵入して上月城（兵庫県佐用郡佐用町）に兵を進めた。こうして、毛利勢の播磨侵攻の機が熟した。同月、信長の紀州攻めに播磨三木城の別所長治が従軍したことで播磨方面での軍事的均衡が崩れ、これが毛利勢東進の直接のきっかけとなった。3月、宇喜多直家はじめ備前・美作の兵が国境を越えて播磨に進入し、龍野城主赤松広英を毛利方に寝返らせている。
4月から5月にかけては、毛利氏は上月城を前線にして姫路（兵庫県姫路市）へ兵を進めた。4月、海上からも室津（兵庫県たつの市）に上陸し、英賀（兵庫県姫路市）から姫路をめざした。英賀は播磨の一向宗門徒の中心地で、毛利勢はここにも軍事拠点を設けていた。この間、小早川隆景は備中笠岡（岡山県笠岡市）に進出して本陣をおき、当主輝元は安芸三原（広島県三原市）に本営を構えた。毛利勢は、姫路で御着城主小寺政職によって撃退され、いったん上月に退却した（英賀合戦）。この時、政織の家臣小寺官兵衛（黒田孝高）のめざましい活躍は自家の家運をひらく端緒となった。なお、黒田孝高の居城姫路山城（兵庫県姫路市）は後に秀吉に献上され、孝高自身も中国攻略戦のなかで秀吉に重用されることとなる。
備後の鞆にいた義昭は毛利勢を励まし、謙信に越前進攻を命じ薩摩の島津氏に援助をもとめた。義昭は7月7日付で村上左衛門大夫に、幕府奉行人奉書の形式を用いて摂津尼崎（兵庫県尼崎市）の土地を給与している。奉行人奉書は、管領奉書の替わりとなった将軍の公的な命令書（奉書）であり、この命令が最後の奉行人奉書となった。
天正5年7月、毛利勢は四国地方の讃岐・阿波へ侵入し、信長に服属した三好氏の勢力を攻撃した。戦後毛利氏と三好氏の間で交渉がなされたが、鞆にいた義昭の裁定により、三好勢が人質を差し出すことで講和が成立した。

### 中国攻め - 戦局の推移

#### 羽柴秀吉の着陣 /天正5年

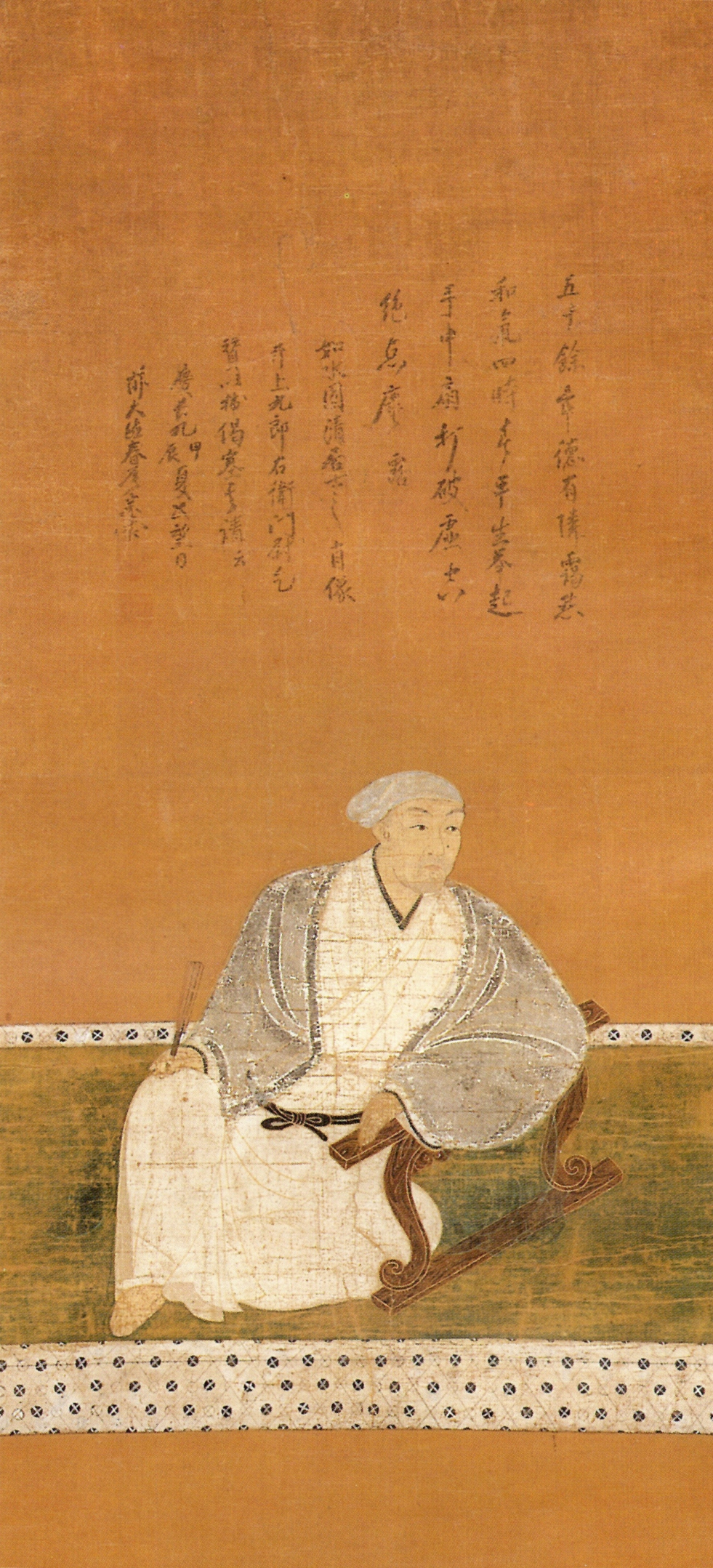
姫路山の城主であった黒田孝高

天正5年（1577年）、前年に能登に進攻した上杉謙信は、この年の閏7月に能登七尾城（石川県七尾市）を包囲した。信長は柴田勝家を大将にして、越前に所領をもつ前田利家・佐々成政などに加えて滝川一益、丹羽長秀、羽柴秀吉らの精鋭を北陸地方へ派遣した。この時、大和の松永久秀が謙信や輝元、本願寺などの反信長勢力と呼応して、石山戦争から離脱して大和信貴山城（奈良県生駒郡平群町）にたて籠もり、再び信長への対決姿勢を打ち出した。『信長公記』によれば、信長は松井友閑を派遣して理由を問い質そうとしたが、久秀は使者に会おうともしなかったという。信長は嫡子織田信忠を総大将に筒井順慶の兵を主力とした大軍を送り込み、10月に信貴山城を包囲させて久秀を自害させた。一方、秀吉は勝家と意見が合わず、手兵をまとめて戦線を離脱し、居城の長浜城（滋賀県長浜市）に籠もったため、信長の逆鱗にふれたといわれる。
中国戦線においては毛利氏の播磨侵攻が本格化しており、これに対し信長は北陸戦線から離脱して謹慎していた秀吉を指揮官に任じて中国攻めを開始した。秀吉は、天正4年7月の時点で信長より中国攻略を命じられていたが、そのときは作戦に専念できる状況になく、翌天正5年10月に、ようやく播磨に入ったのである。秀吉は、すでに信長方に服属していた小寺家の家老黒田孝高の姫路山城を本拠にして播磨・但馬を転戦した。
但馬では岩洲城（兵庫県朝来市）、ついで竹田城（朝来市）を攻略し、竹田城に弟の羽柴秀長を城代として入れた後播磨に引きあげた。もっとも、『信長公記』によれば、信長が秀吉に命じたのは播磨攻略で、但馬攻略については秀吉の独断であったとされている。播磨では、秀吉は国中を巡って信長の旗下に入るよう促し、置塩城の城主で旧守護家当主の赤松則房ほか国人衆の多くを調略によって降伏させて人質をとり、1か月ほどで西播磨全域をほぼ支配下においた。
秀吉は播磨佐用郡を中国地方への前進基地として重要視し、竹中重治・孝高らを派遣して毛利方の福原助就を城主とする福原城（兵庫県佐用町）を攻略して陥落させた。
西播磨の豪族のなかでも、備前・美作国境に近い上月城の赤松政範は、容易に秀吉になびかず、毛利氏と結んでいた備前の宇喜多直家との連携を強化した。そこで11月27日、秀吉は上月城に兵を進めて城の周囲に3重の垣を設け、攻守に備えた。これにより、赤松政範救援のために派遣された宇喜多勢を撃退し、12月3日に上月城を陥落させた（第一次上月城の戦い）。「西播磨殿」と呼ばれた政範はこの戦いで自害し、家老の高島正澄も殉死した。秀吉は城兵の降伏を許さず、ことごとく首をはね、城内の女・子供も処刑した。
その後、秀吉は山中幸盛に命じて上月城を守らせた。幸盛は勝久を奉じ、出雲・伯耆・因幡・美作などの牢人を率いて籠城した。この後、勝久と幸盛は宇喜多勢に攻められていったん撤退し、直家はこれを上月十郎景貞という人物に守らせたが再び秀吉軍によって落城し、景貞は敗走中に自刃したと伝わっている。
こうして秀吉は、織田方と毛利・宇喜多方の緩衝地帯の要素の濃かった播磨一国をわずか2か月で手中に収めた。この年の年末に近江国に帰った秀吉は、播磨・但馬平定の褒賞として、主君信長より自慢の茶器「乙御前の釜」を賜っている。

#### 別所長治・荒木村重の離反 /天正6年

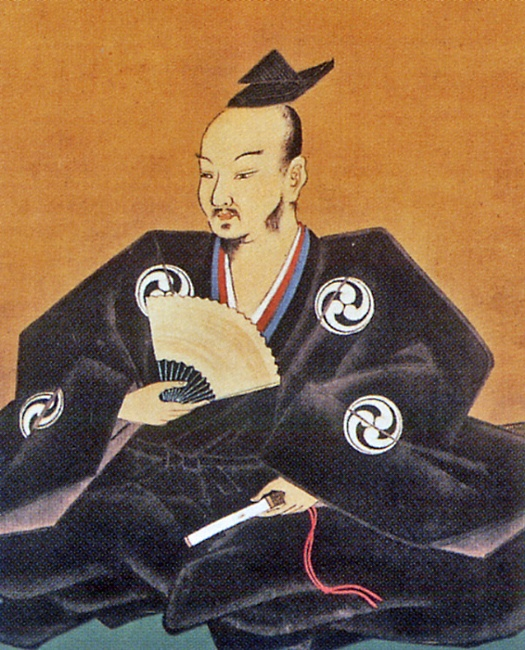
播磨三木城主別所長治

天正6年（1578年）1月、毛利輝元は大軍を上月城に派遣した。毛利方では、先述のように3ルートからの上洛作戦を策定していたが、上月城奪還から播磨進攻が得策であると小早川隆景が提案し、山陰道担当の吉川元春も合意して合流した。4月15日には輝元自身が軍を率いて備中松山城（岡山県高梁市）に陣をかまえ、吉川元春・小早川隆景の両将は、18日に6万余の兵を率いて上月城を攻め、堀や柵を設けて何重にも城を取り囲んだ。
秀吉からの急報を受けた信長は、まず尼子救援のため摂津の荒木村重を送り、ついで滝川一益、明智光秀を増援して5月初旬にはみずからも出陣しようとしたが、佐久間信盛らに諫止され、ついで子息信忠・信雄・信孝を派遣した。先発隊として村重が到着すると、秀吉は村重と共に上月城の東方・高倉山に陣をしいたが、地の利が悪い中で兵の数は約1万に過ぎず、毛利の大軍に歯が立たなかった。この間、秀吉も信忠らも別所長治離反（後述）のため撤退せざるをえなくなり、7月5日、半年にわたる毛利氏の攻略によって上月城が陥落した。これにより、信長と同盟を結んでいた尼子勝久・尼子氏久が自害、山中幸盛も捕らえられ、輝元の本営である備中松山城への護送中に処刑された（第二次上月城の戦い）。こうして、一時は中国地方に覇をとなえた大族尼子氏も再興の願いむなしく滅んだ。
天正6年2月、三木城主別所長治が本願寺・毛利の側に寝返り、同年10月には荒木村重も本願寺法主顕如と盟約を結んで信長に離反した。調略手腕で短期間のうちに制した播磨であったが、長治の離反におよんで同調者が続出し、秀吉は敵国のなかに身を置く様相を呈するに至った。
長治は秀吉が黒田孝高と共に中国進攻戦の先導役として最も期待した武将の1人であった。だが『別所長治記』によれば、長治離反の理由を、加古川城（兵庫県加古川市）での軍議に参席した長治の名代の意見が容れられなかったために、不満をもった家臣が長治に謀反をすすめたからであると説明している。

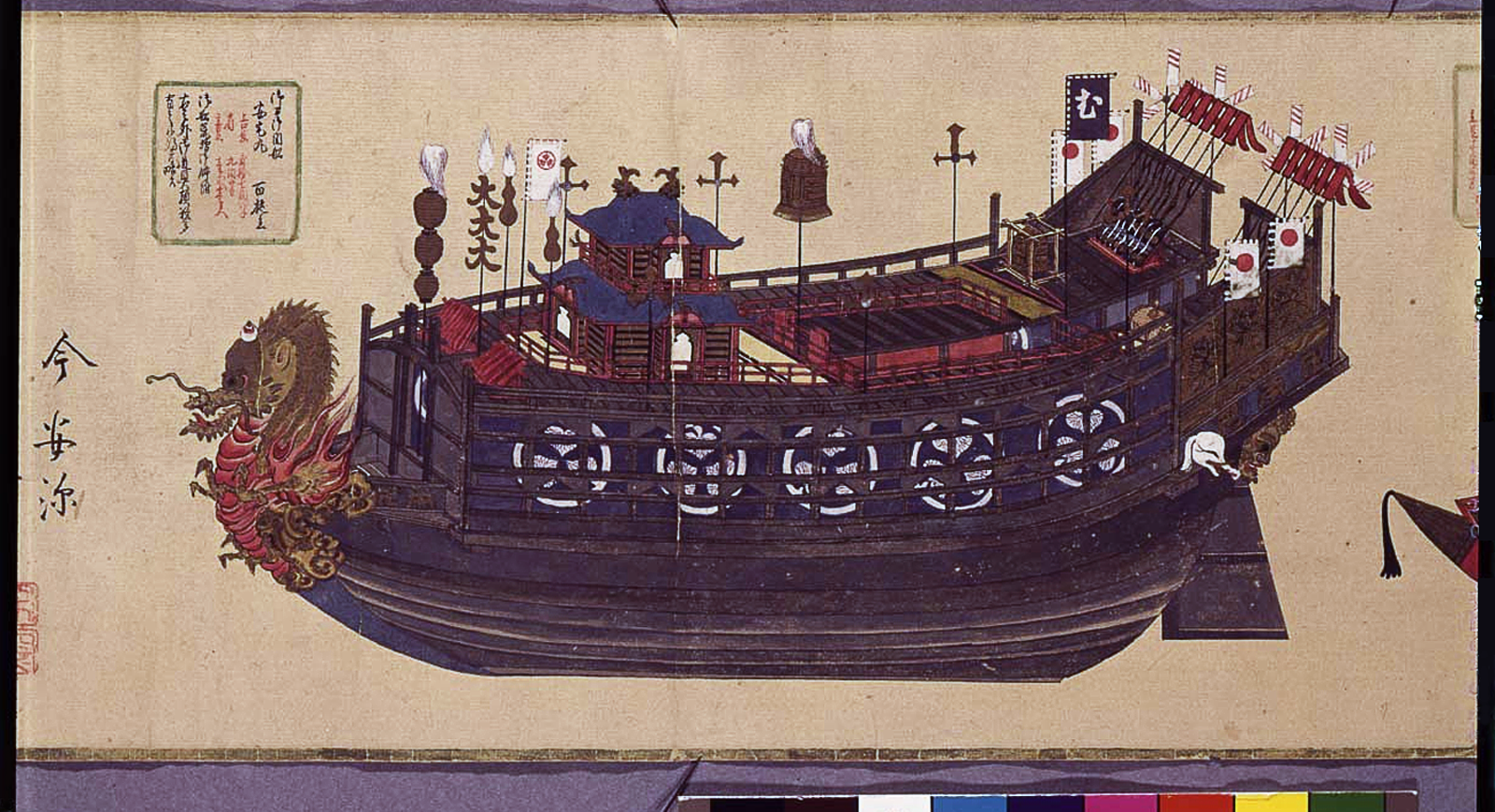
織田軍が使用した安宅船

これらの動きに呼応して毛利水軍の600余艘が本願寺への大量の兵糧米を積載して木津川の河口へ向かった。信長は先の大敗の経験に学んで急遽志摩の九鬼嘉隆に6艘、伊勢の滝川一益に1艘の装甲をほどこした大型の安宅船（鉄甲船）を建造させ、7月に和泉の堺に廻航させて海上封鎖にあたらせていた。鉄甲船には、大砲3門が搭載されていたという。11月には、織田水軍と毛利水軍のあいだで海戦があり、九鬼嘉隆が敵船を引きつけて大将の船を大砲で撃破する戦法で毛利水軍を敗走させ、毛利・本願寺間の糧道の遮断に成功した（第二次木津川口の戦い）。なお、これに先だつ3月13日には信長包囲網の一画を占めていた越後の上杉謙信が春日山城（新潟県上越市）で死去している。

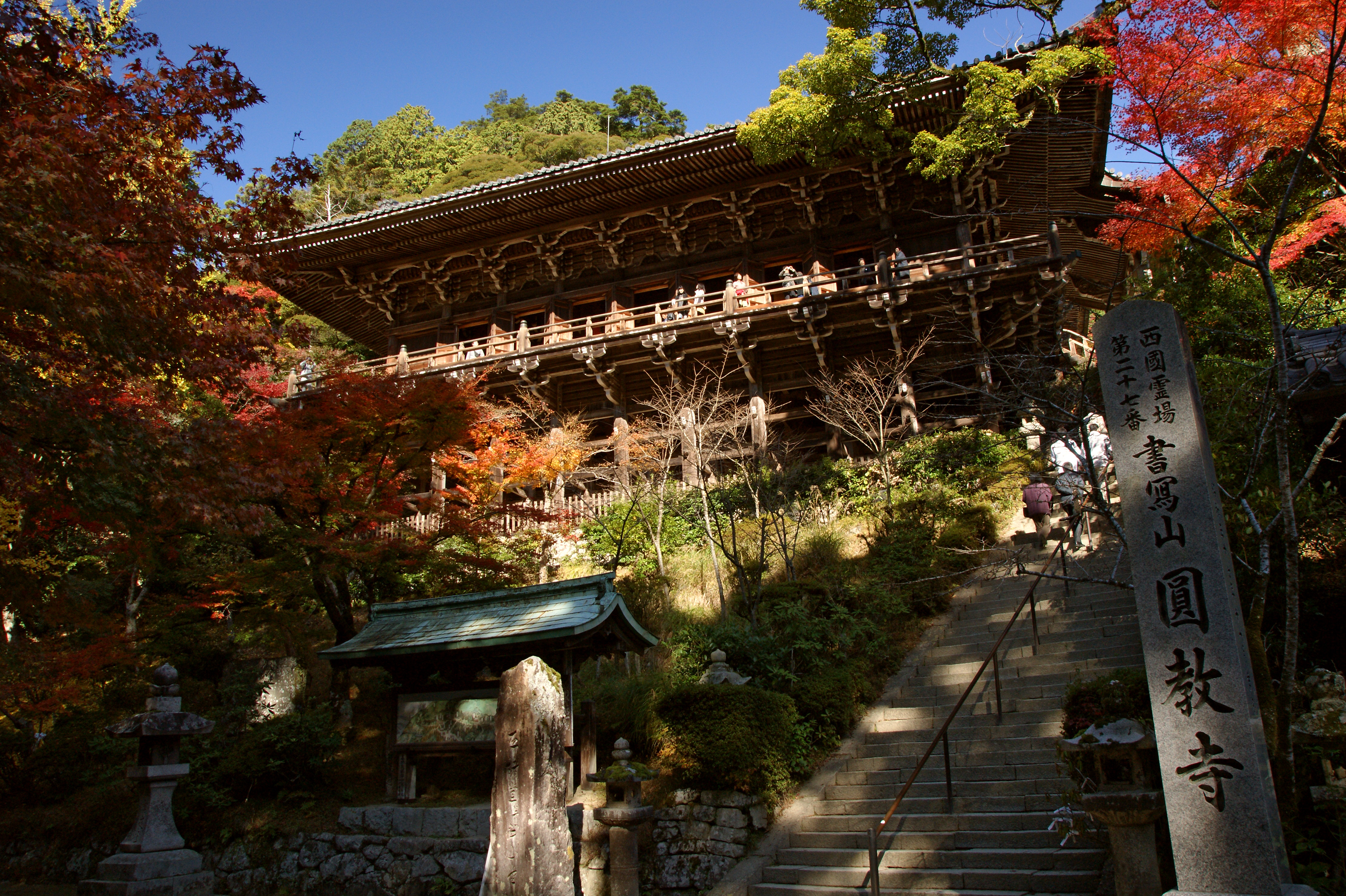
天台宗別格本山の書写山圓教寺摩尼殿

いっぽう陸上では、3月末に別所長治とのあいだで三木合戦がはじまり、長治に呼応する播磨国内の諸勢力とのあいだで戦闘に入った。秀吉は播磨屈指の名刹として知られていた書写山圓教寺（姫路市）を陣所と定め、先に派遣されていた信忠らの援軍を得てただちに三木城を包囲、4月には野口城の戦い（加古川市）で長井政重を、6月末には神吉城の戦い（加古川市）で神吉頼定を討った。5月には尼子救援のため兵をいったん上月城に差し向けて熊見川（千種川）では毛利勢と戦ったが、信長は6月の中国方面での戦況報告を受けて上月城救援を諦め、三木城攻めを優先すべきことを秀吉に厳命した。
この間、4月には、小寺政職が小寺氏と別所氏は元来ともに赤松氏の流れを汲む同族であると称して美嚢郡・飾東郡・印南郡などの一族を呼集して御着城に立てこもった。小寺家の家老であった黒田孝高は家臣の多くを味方につけて秀吉にしたがい、7月、政職はこれに敗れて逃走した。
上月落城後、秀吉は8月の櫛橋伊定とのあいだの志方城の戦い（加古川市）、10月の梶原景行とのあいだで高砂城の戦い（兵庫県高砂市）によって三木城の孤立化をめざし、播磨の再平定に努めた。この過程で、別所方についた姫路の鶏足寺（現在は廃寺）は秀吉によって焼き討ちにあっている。
また、上月落城後の毛利氏では、小早川隆景がその勢いで山陽道を東上する作戦を主張し、鞆の義昭も本願寺支援のため三木城救援を求めた。しかし、吉川元春は但馬国人衆の入国要請を理由に但馬へ去ったため毛利勢の東進は中止、山陽方面からの進攻計画は頓挫したが、播磨沖の制海権をにぎっており、海上からの三木城への兵糧補給は継続された。

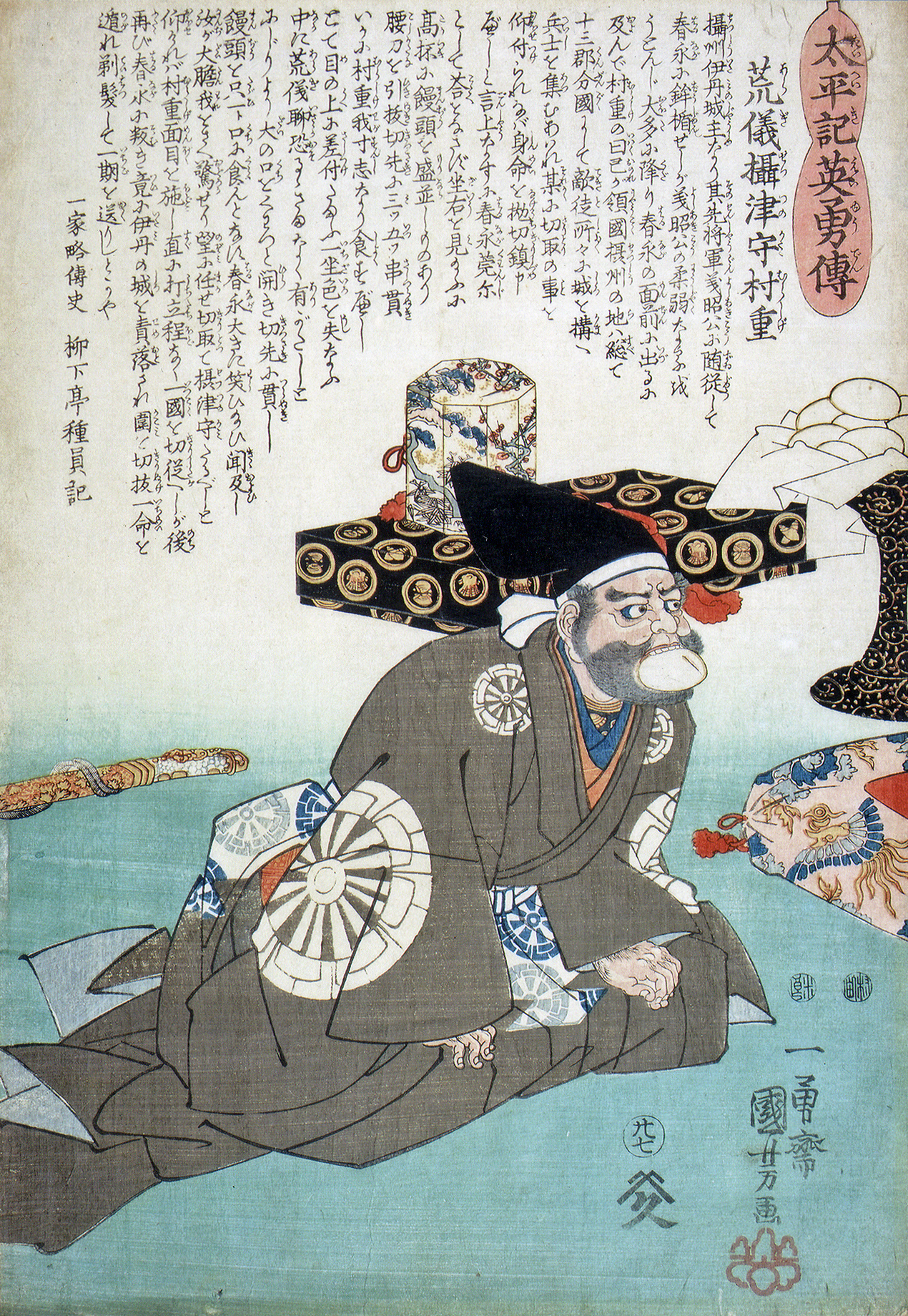
荒木村重の錦絵

こうした中の10月に荒木村重も離反するが、義昭が摂津花隈城（神戸市中央区）に重臣を派遣して説得に努めた結果であったという。摂津有数の大名であった村重は、明智光秀などと共に石山本願寺攻めの際には先鋒にあたったが、大坂方面軍司令官の地位を佐久間信盛に奪われ、中国方面軍の司令官の地位もまた秀吉に奪われ、さらに信長の側近長谷川秀一の傲慢無礼な態度に耐えかねて将来に望みを失っていたのではないかと推定される。秀吉は、村重とは旧知の間である黒田孝高を有岡城に派遣して村重の翻意を促したが、逆に孝高が村重に捕らえられ幽閉された。
また、それまで秀吉に加勢して三木城攻略にあたっていた信忠は、急遽村重への対応に迫られて摂津へ出向いたため、秀吉はこの後僅か8,000の手勢でほぼ互角の7,000人が守る三木城を包囲しなければならなくなった。この年の6月13日には陣中で竹中重治を失っていたので、秀吉にとっては軍監2人を欠いての攻囲戦となった。秀吉は城の周囲に柵や塀を幾重にも構築して城兵の動きを封じた上で、30以上もあるという三木城の支城を各個撃破する戦略を採用した。
村重は毛利氏・本願寺と組んで謀反を起こしたものの、毛利水軍の木津川口での敗走と、それに続く11月16日の高槻城（大阪府高槻市）主高山右近、11月24日の茨木城（大阪府茨木市）主中川清秀の2人の配下の降伏によって孤立の度合いを深め、有岡城に籠城して織田軍に抗した（有岡城の戦い）。

#### 宇喜多・南条の帰順と有岡落城 /天正7年
この年前半、秀吉は、2月の播磨平井山の戦い（三木市）で長治の叔父別所吉親と、5月の摂津丹生山・淡河の戦い（神戸市北区）では明要寺の衆徒、および淡河定範と闘った。

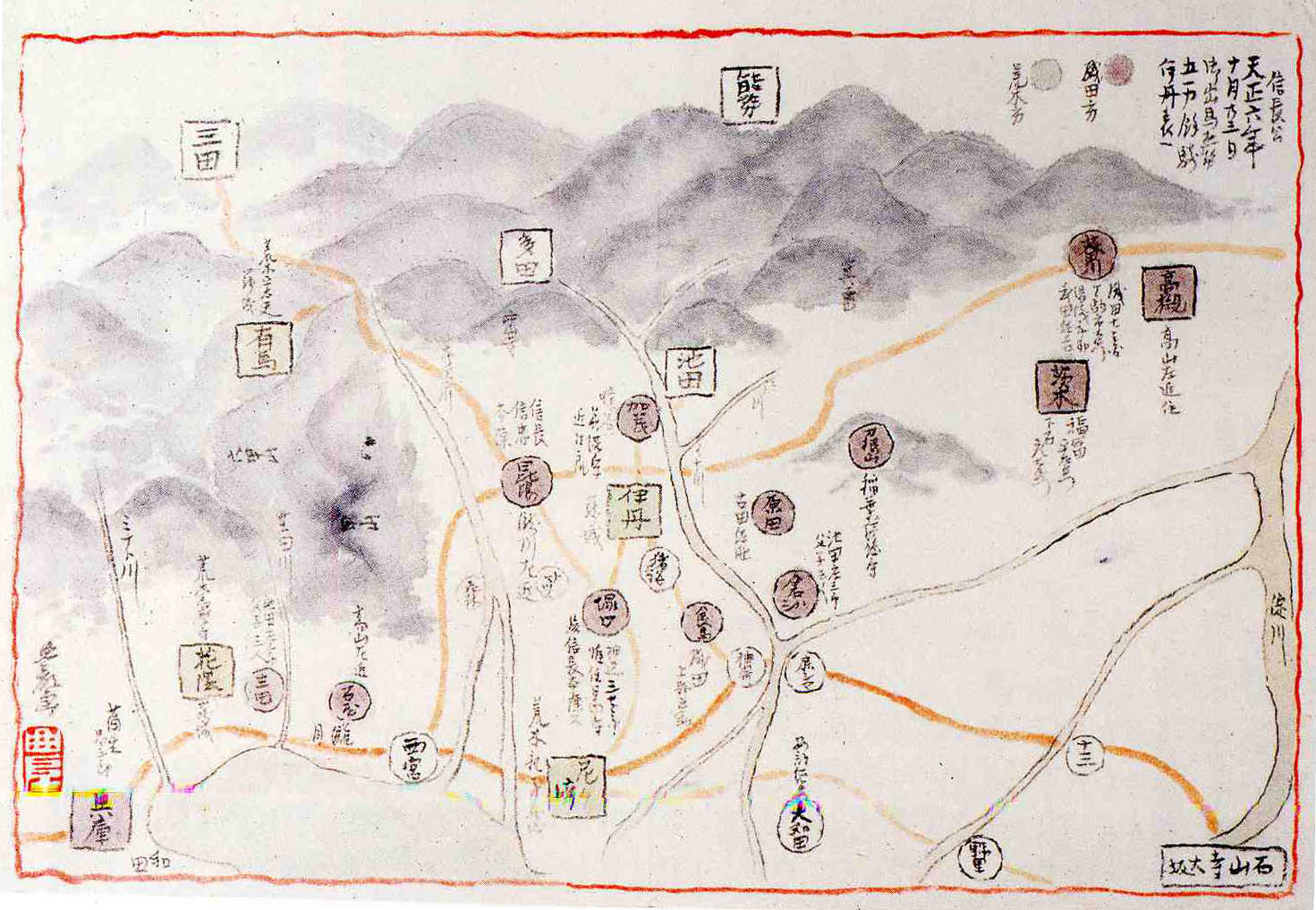
『伊丹荒木軍記』より有岡城の戦いでの荒木軍配置図

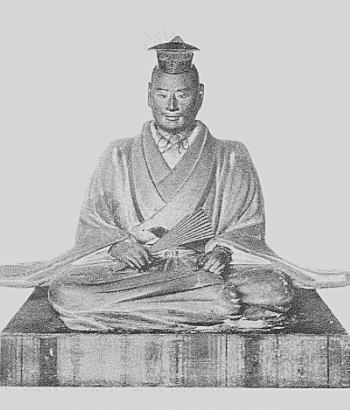
宇喜多直家の木像

前年の別所長治・荒木村重の寝返りは、毛利軍の東上を期待してのものであった。それまでも毛利は両氏に援軍を送っていたが、天正7年（1579年）正月にも救援軍の派遣を決定し、甲斐の武田勝頼と同時に信長を挟撃する予定を立てていた。しかし、信長は豊後の大友義鎮（宗麟）と親交を結んで毛利の背後を脅かすことに成功し、正月、毛利氏の重臣で豊前松山城（福岡県京都郡苅田町）の城主であった杉重良が大友側に通じて北九州で挙兵し、これにより毛利勢の東上は阻まれた。また、美作川上郡の高山城（岡山県高梁市）の城主草刈景継も信長方への寝返りが露見して吉川元春によって成敗された。なお、信長は11月、宗麟の子大友義統に対し、毛利氏支配下の周防・長門をあたえるとの朱印状を出している。
同年、織田・毛利間にあって帰趨の定まらなかった伯耆東部羽衣石城（鳥取県東伯郡湯梨浜町）城主南条元続が9月に、毛利氏と同盟関係にあった備前の宇喜多直家が10月に信長に服属した。南条と宇喜多は連携して毛利に対することを盟約したのである。この調略の過程で、同年9月に秀吉は直家の帰順によって信長に朱印状をあたえるよう要請したが、信長は許可せず、かえって秀吉の専断を叱責して、播磨に帰らせるという事態も生じている。また、堺の豪商の家に生まれた小西行長は当時直家に仕えていたが、織田方への内通には行長のはたらきかけがあったともいわれている。直家の寝返りによって備中・美作両国はそれまでとは一転、宇喜多・毛利両氏の抗争の場となった。この年、直家は毛利氏と結んでいた三星城（岡山県美作市）の後藤勝基を攻め滅ぼしている。
こうして、敵対勢力を近くにかかえることとなった毛利氏は援軍を派遣することが困難となり、長治・村重はともに孤立の度を深めていった。
9月2日、村重は現状打開のため有岡城を出て嫡子荒木村次のまもる尼崎城（兵庫県尼崎市）に移った。有岡城攻めの総大将をつとめた信忠は、軍を対有岡城・対尼崎城の2つに分け、滝川一益が双方に調略して織田方への離反を誘った。信長はこのとき、次男信雄にも伊勢の兵を率いて出陣するよう命じたが、信雄は武士や百姓にとって負担であると考え、かわりに隣国伊賀に攻め込むことで取り繕おうとして敗戦し、信長からきびしい叱責を受けている。
10月15日、織田軍は有岡城総攻撃を開始し、守将荒木久左衛門に対し尼崎城・花隈城（神戸市中央区）を明け渡すならば本丸の一門・家臣の命を助けると呼びかけ、久左衛門は10月19日、有岡城を開城した。開城に際しては、村重翻意のために秀吉によって派遣され、そのために有岡城内に抑留されていた黒田孝高が1年ぶりに救出された。しかし村重自身は毛利輝元のもとへ逃れ、久左衛門も失踪したため有岡城の人質助命は反故にされた。
信長は、戦後の12月、有岡城の人質全員の処刑を断行した。村重の一門は京都六条河原で斬首、重臣の妻子は尼崎近郊で磔刑に処せられ、その他510名余は枯れ草を積んだ家屋に閉じ込めて焼き殺すという残酷な報復であった。
いっぽう別所長治との三木城攻囲戦は、秀吉によって兵糧攻めが採用され、これは後世「三木の旱殺し」とよばれた。村重方の花隈城から丹生山の砦（神戸市北区）と淡河城（神戸市北区）を経て三木城へと達する補給路は、5月、両城砦が秀吉によって落とされたため、機能しなくなった。また、この年の9月10日には毛利方の生石治家との間で兵糧の補給路をめぐる平田砦の戦い（三木市）が起こっており、これは、三木合戦の中では最大の激戦となった。
山陰方面では、前年より明智光秀が丹波八上城（兵庫県丹波篠山市）を攻略しており、この年の6月、敗れた波多野秀治・秀尚の波多野兄弟は磔刑に処せられた。7月初旬から8月上旬にかけては細川藤孝・細川忠興・羽柴秀長・明智秀満らの諸将を加えた光秀軍が第二次黒井城の戦いで勝利して赤井忠家を破り（荻野直正は前年に死去）、10月、丹波・丹後両国の平定をほぼ成し遂げた。これにより丹波は明智氏、丹後は細川氏の領国となり、山陰道からの毛利勢の東上路はふさがれることになった。

#### 三木落城と播磨・但馬の平定 /天正8年

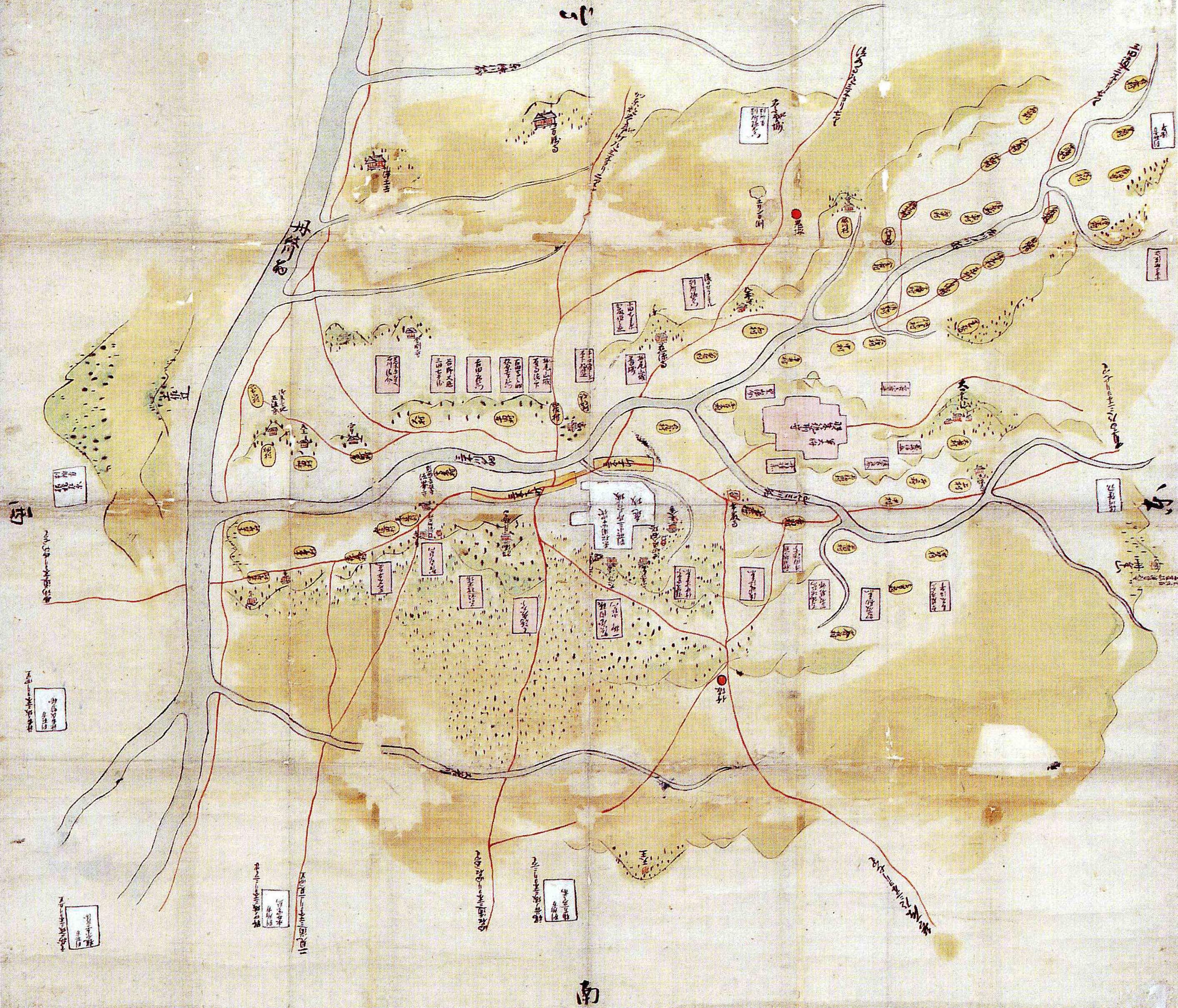
「羽柴秀吉三木城包囲図」

前年の平田砦の戦い以降、孤立無援となった別所方では兵糧が欠乏して三木城内からは餓死者が出はじめた。天正8年（1580年）1月、正月であるにもかかわらず城内から煙がたたないのを見た秀吉は、1月6日早朝、三木城の背後の八幡山への攻撃を開始した（鷹の尾砦の戦い）。八幡山には、三木城を南から見下ろす鷹の尾砦があり、長治の弟別所友之（彦進）が詰めていた。秀吉の攻撃に対し300余名が抗戦したが、充分な食糧のない兵は充分な武具も付けずに戦わざるをえなかったため、多くは討死に、老将36名は自害して砦は失われた。
1月17日、丸裸になった三木城は陥落し、別所長治、弟友之、叔父吉親が城兵助命を条件に自害して、2年におよぶ三木合戦が終わった。なお、それに前後して、別所氏に与力していた魚住城（明石市）・高砂城（高砂市）・御着城（姫路市）も陥落している。なお、秀吉は天正13年（1585年）、長治の叔父別所重宗に但馬城崎城（兵庫県豊岡市）1万2000石をあたえている。
いっぽう、大坂では閏3月5日に信長と顕如とが正親町天皇の勅命によって和睦し石山合戦が終了して、中国戦線にも転機がおとずれた。戦後、顕如は紀伊雑賀（和歌山市）に去り、信長は摂津・和泉の両国で国内諸城の破棄（城割）を命じている。しかし講和に反対した顕如の子教如は、大坂に残って諸国に檄を発して一向宗門徒の再挙をはかった。教如の蜂起に対しては、足利義昭は毛利輝元、小早川隆景に対して「新門跡」（教如）を支援するよう命じており、教如も義昭に謝意を表明していることから、両者が提携していたことはほぼ確実視される。しかし、その教如も形勢不利とみて7月に信長と和睦した後、本願寺に火を放って雑賀に退去した。
東播磨およびその東方が安全となった秀吉は、閏3月29日から4月24日まで、播磨一向一揆の拠点であった英賀城（姫路市）を攻略してここを占拠、引き続いて赤松氏の一族宇野政頼・宇野祐清父子の立てこもる長水山城（宍粟市）も落城させて一揆を解体、播磨を再び平定して、その支配を強化した。4月からは信長の命によって播磨の検地をおこない、手狭になった姫路山の近くに新城を築いて居城（姫路城）とし、浄土真宗の寺内町だった英賀から町人・百姓を呼び寄せて、城下町を整備した。以後、秀吉は播州姫路を拠点に毛利氏との直接対決を迎えることとなった。
6月には、宇喜多直家と連合して美作攻略を開始し、枡形城の城主で毛利方の福田盛雅が守る祝山城（医王山城とも。岡山県津山市）を攻めた（祝山城の戦い）。かつては浦上宗景の被官で、当初は毛利氏と結ぶことによって備前国内での勢力を伸張させた宇喜多直家は、今や織田方の先鋒となって山陽地方における毛利氏の前線を切り崩していった。
山陰方面では、朝来郡の竹田城を根拠として秀長部隊を主力とする羽柴勢によって但馬攻略が本格的に再開され、5月16日、山名堯熙の守る有子山城（兵庫県豊岡市）が落城した。その父で但馬守護山名祐豊はその中で死去、5月21日には山名氏の本城出石城（豊岡市）も落城した。これにより但馬は再び平定され、秀長には竹田城（兵庫県朝来市）があたえられた。なお、従来の通説では秀長には但馬一国が与えられたとされていたが、古文書の解析から実際に秀長に与えられたのは養父・朝来・七美・気多の4郡と考えられている。同月、因幡にも侵攻し、第一次鳥取城攻めがおこなわれたが、その際、鳥取西方の鹿野城（鳥取県鳥取市）も攻略された。戦後、秀吉は因幡進攻計画を練り直して若狭の商人に因幡の米や麦を買い占めさせた。これにより、穀物価格は急騰したという。
なお、この年の8月、信長は本願寺攻撃の責任者であった佐久間信盛を砦にこもって無為に過ごしたとして、「武篇道ふがいなし」と断じ、高野山に追放した。いっぽうで、明智光秀・羽柴秀吉・池田恒興のはたらきについては「天下の覚え」「天下の面目」と激賞した。また、戦国時代史の研究者谷口克広は、羽柴軍が「中国方面軍」へと昇格したのは、播磨・但馬を統一した天正8年とみるのが妥当ではないかとしている。

#### 鳥取城攻めと淡路平定 /天正9年

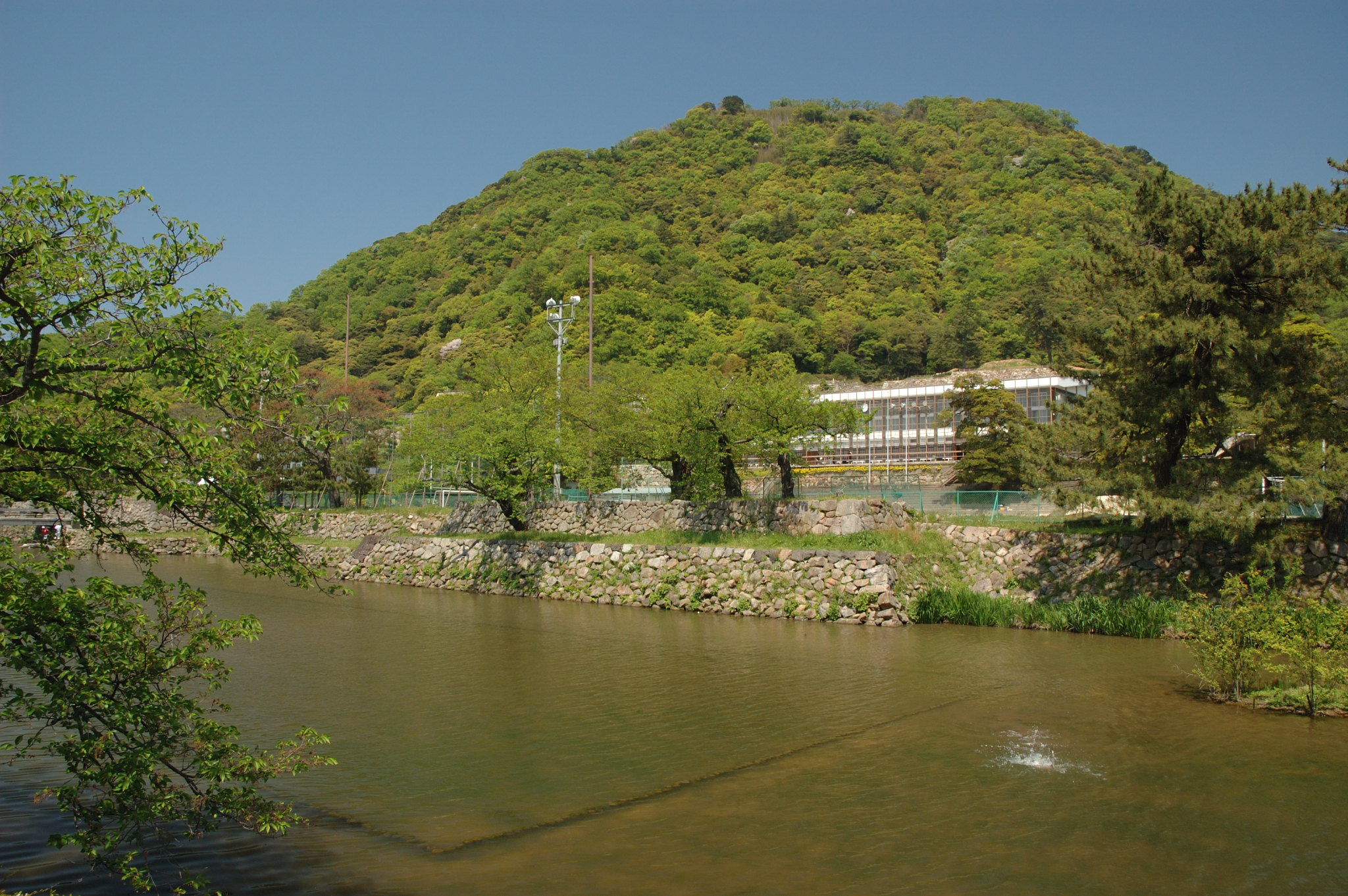
鳥取城のあった久松山（鳥取市）

天正9年（1581年）、秀吉は、3月に上洛して清水寺（京都市東山区）で京都所司代の村井貞勝や堺奉行の松井友閑らと能楽を楽しむ酒宴を催し、その後中国戦線にもどって因幡に転戦し、6月より因幡守護山名豊国の居城であった久松山の鳥取城（鳥取市）を攻略した。鳥取城は前年、東からは秀長と宮部継潤の軍、南からは秀吉の軍が攻め入って包囲され、豊国は因幡一国の安堵を条件に開城をせまられたが、降伏に激しく反対する森下道誉や中村春続らの家臣団と対立し、単独で秀吉に投降した。家臣団は豊国を見限り、毛利家に対して、山陰地方での声望高く城兵をまとめる求心力をもつ存在として吉川氏の派遣を希望した。当主・吉川元春は石見福光城（島根県大田市）の城主で一族の吉川経家の派遣を決定した。
天正9年7月には、宮部継潤が塩冶高清の守る雁金城（鳥取市）を攻撃し、高清は丸山城（鳥取市）に逃亡した（雁金城の戦い）。包囲された鳥取城は、山陰地方における毛利方の難攻不落の要塞であったため、秀吉は後世、「鳥取の渇殺し」と呼ばれる兵糧攻めを採用した。先述した穀物買い占めにともなう価格上昇により、鳥取城中の貯穀さえ売り出す者がいたといわれている。
秀吉は鳥取城の周囲に深さ8メートルの空堀を全長12キロメートルにわたって築き、塀や柵を幾重にも設けて櫓を建て、夜間も入念に監視させたうえで河川での通交も遮断した。そのうえで、昼夜の別なく鐘や太鼓、鬨（とき）の声をあげさせ、不意に鉄砲や火矢を放つなどして城内の不安を煽り、また、多数の商人を集めて城外で市を開かせて衣食にかかわるものを売買させ、芸人を呼び集めて盛大に歌舞音曲をおこなうなどして城内の厭戦気分の醸成に努めた。
9月16日、鳥取への兵糧補給における水上交通の要地、因幡千代川（湊川）河口の海戦において、細川藤孝の家臣でもある松井康之が毛利水軍を破り、敵将鹿足元忠の首を斬った（湊川口の戦い）。これにより鳥取城は完全に食糧を絶たれ、水、草木、城内の犬・猫・鼠まで食い尽くし、死者の肉まで奪い合う修羅場となった。10月24日、毛利氏は秀吉方に丸山城を開城、翌25日は鳥取城も開城した。開城交渉では、自らの生命に代えて城兵の助命を主張する経家と、経家を生かして森下・中村の切腹で充分と考える秀吉との意見がかみあわず、結局、経家と城内の有力な将士がそろって自害した（鳥取城の戦い）。切腹に際し経家は「日本二ツの御弓箭の境（日本をふたつに分けるような重大な合戦の節目）において切腹に及び候事、末代の名誉たるべしと存じ候」と記した遺言状を故郷の石見に書き送っている。
秀吉はその後すぐさま伯耆に出兵し、羽衣石城の南条元続を救援しようとしたが、吉川元春が馬ノ山（鳥取県湯梨浜町）に布陣し、全面対決も辞さない構えを示したため秀吉はいたずらに激戦して多数の将兵を損耗する事態を避け、羽衣石へ兵糧・弾薬などの補給をおこなったうえで、10月28日に全軍に早期撤兵を命じた（馬ノ山の戦い）。
この年、秀吉は毛利氏の前線基地としての機能を担っていた淡路の平定にも乗り出している。11月中旬、秀吉は自ら池田元助と共に淡路に渡って、安宅清康を由良城の戦い（兵庫県洲本市）で破り、つづいて11月15日の岩屋城の戦い（兵庫県淡路市）に勝利して、最終的に淡路の制圧に成功し、播磨灘の制海権をにぎった。岩屋城を生駒親正にあたえ、淡路国全体の支配は仙石秀久に委ねた。なお、安宅清康の服属により、安宅氏の勢力圏内であった小豆島も信長政権に帰属することとなった。
この年はまた、但馬で国人一揆がおこっているが秀吉は配下の藤堂高虎を派遣して但馬一揆を平定している。領国経営の面では、秀吉は播磨国内に城割命令を発してかつての守護家の居城であった置塩城を廃城とした。破却された置塩城の建物や部材、石垣は自身の本拠地である姫路城に運び込まれた。
なお、前年からこの年にかけて、毛利氏と宇喜多氏の戦いが備前・備中・美作の各地で繰り広げられていた。そのうち最大の戦いとなったのは8月の八浜合戦（岡山県玉野市）である。この年（天正9年）2月に直家が病没し、1年間死が伏せられた中での戦闘であったが毛利主力は備前児島に兵を進め、麦医山（玉野市大崎）に拠る穂井田元清（輝元の叔父）に援軍を送って激しい戦いとなったが、村上水軍を動員した毛利氏によって宇喜多勢は総崩れとなって退却した。

#### 備中高松城攻めと中国大返し /天正10年
秀吉は天正10年（1582年）3月、備前に入った。3月17日、当時は島であった備前児島で常山城の戦い（岡山市南区）があったが、これは「御次公」と呼ばれた信長の4男で秀吉の養子羽柴秀勝の初陣であった。4月中旬、備前岡山の宇喜多勢を加えてさらに大軍を率いることとなった秀吉は備中に侵攻して、備中日畑城の戦い（岡山県倉敷市）で日畑景親、備中冠山城の戦い（岡山市北区）で林重真、備中庭瀬城の戦い（岡山市北区）で井上有景、備中加茂城の戦い（岡山市北区）で桂広繁をそれぞれ破り、備中の境目七城と呼ばれた毛利方の諸城を次々と陥落させていった。なお、前年に死去した宇喜多直家の次男でまだ12歳であった嫡子八郎は、秀吉より「秀」の字を与えられ宇喜多秀家と名乗り、秀吉軍と合流した。
一方で動揺する毛利水軍への調略もおこない、4月14日には毛利水軍に帰属していた伊予の来島氏を帰順させた。これによって村上水軍は毛利方と織田方に分裂し、塩飽諸島が秀吉に属することとなった。

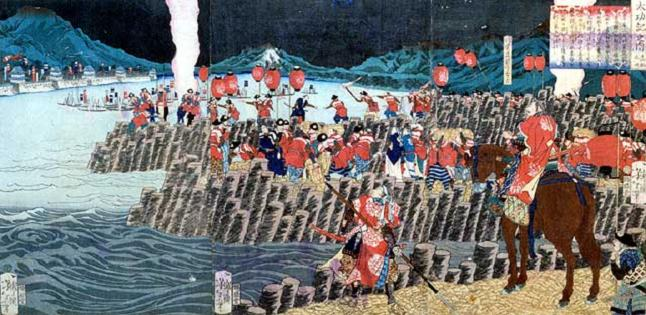
月岡芳年画「高松水攻め」/岡山市立中央図書館蔵

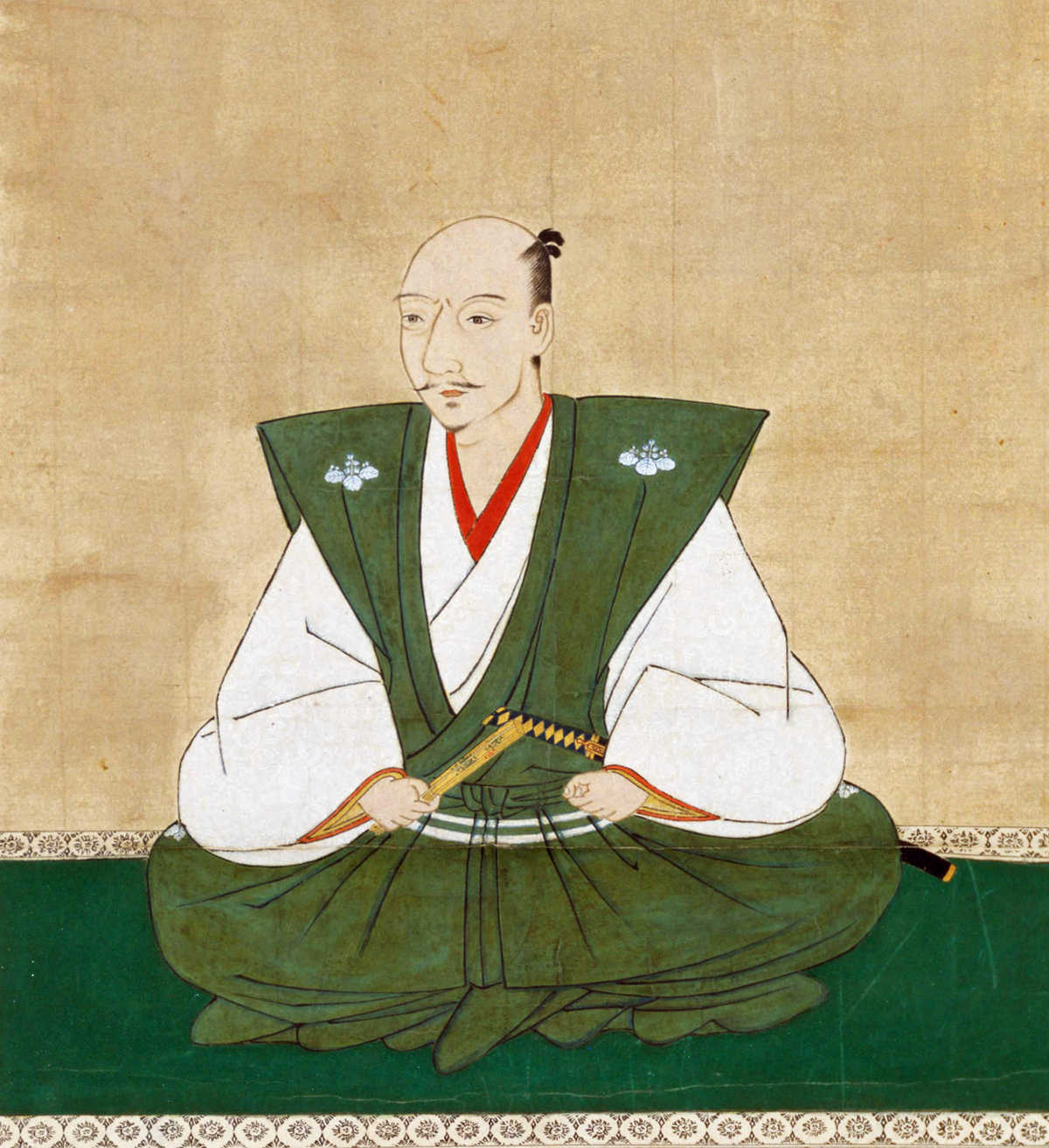
中国攻めのさなか本能寺の変に倒れた織田信長

秀吉は、5月7日、毛利方の勇将清水宗治の守る備中高松城（岡山市北区）を攻めあぐね、水攻めにすることを決した。折しも、同じ5月7日は信長が三男の神戸（織田）信孝に四国出陣の条規を与えた日であった。
高松城は、三方が深い沼、一方が広い水堀となっていて、難攻不落の要害であった。城の周囲に築かれた堤防は、5月8日に造成工事が始まり、19日に終え、作戦は、堤防内に城の西側を南流する足守川の流れを引き込もうというものであった。秀吉は、救援に駆けつけた吉川元春、小早川隆景らを将とする５万の毛利軍主力と全面的に対決することとなったが、折からの梅雨で城の周囲は浸水し、毛利軍は手が出せない状況となった。こうしたなか、秀吉は主君信長の出陣を請い、信長は明智光秀の援軍派兵を決めたほか、自らも中国・四国平定のために出陣しようとしたが、その矢先の天正10年6月2日（ユリウス暦1582年6月21日）、京都本能寺において明智光秀の謀反によって自害した（本能寺の変）。
この報を得た秀吉は、信長の死を秘匿しつつ、急遽、高松城主清水宗治の切腹と毛利領国のうち備中・美作・伯耆の3か国の割譲を条件に、毛利氏とのあいだで講和を結び、兵を明智光秀追討に向けるために撤収した。秀吉側は内藤広俊、輝元側は安国寺恵瓊を講和の使者に立てた。秀吉のこの時の撤兵は、きわめて迅速かつ大規模であったために、後世「中国大返し」と称せられている。
本能寺の変を伝える報せが毛利方にもたらされたのは秀吉撤退の日の翌日で、紀伊の雑賀衆からの情報であったことが、吉川広家の覚書（案文）から確認できる。この時吉川元春は秀吉軍への攻撃を主張したが、弟の小早川隆景がこれを制し、交戦には至らなかった。

### 毛利氏の服属と中国国分

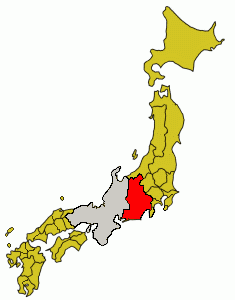
天正10年（1582年）の織田信長死去時点の支配領域（グレー）と小牧・長久手の戦い後の徳川家康（赤）の領国

講和後の秀吉は6月13日の山崎の戦いで光秀を撃破、翌天正11年（1583年）3月にはかつての同僚柴田勝家と対立して賤ヶ岳の戦いで闘うこととなった。その際、輝元は秀吉・勝家の双方から同盟を申し込まれたが、中立を保っている。賤ヶ岳戦勝後の5月、秀吉は、東海・北陸地方での戦果と旧武田氏領をのぞき信長の旧版図が秀吉の支配下にはいったことを小早川隆景に書面で報じ、輝元が自分に従う覚悟をするなら、「日本の治、頼朝以来これにはいかでか増すべく候や」と述べ、信長から自立した独自の政権づくりによって天下一統を推し進めていく抱負を示した。
秀吉は、領国割譲に関する毛利氏側の要請をいれて西伯耆・備中高梁川以西を毛利領として画定した。天正11年8月、毛利氏もこれを受諾して人質を秀吉に送ったことで境相論は解決し、中国国分がなされた（その直後、秀吉は大坂城築城を開始している）。毛利氏はこれにより中国地方9か国を有する大大名となった一方、秀吉政権に服属することとなった。しかし、天正12年（1584年）3月、秀吉は宇喜多秀家に対し毛利氏への備えを命令しており、必ずしもすべての警戒を解いたものではなかった。
天正12年12月末には、秀吉は、輝元の娘を養子の羽柴秀勝に娶せ、毛利氏とのあいだに縁戚関係を結んだ。天正13年（1585年）正月、秀吉は毛利氏との境界画定交渉により領土について大幅に譲歩し、南海道方面での協力を要請した。同2月には、小早川隆景にみずからの3月の紀伊攻めの意向を報じ、分国中のすべての警固船を和泉岸和田に集結している。この後、毛利氏は、羽柴秀長を総大将とする紀州攻め、四国攻めに協力した。同時に秀吉政権に深く組み込まれることとなり、秀吉は天正14年（1586年）、輝元に毛利領内の城割（城の破却）を命じている。

## 歴史的意義

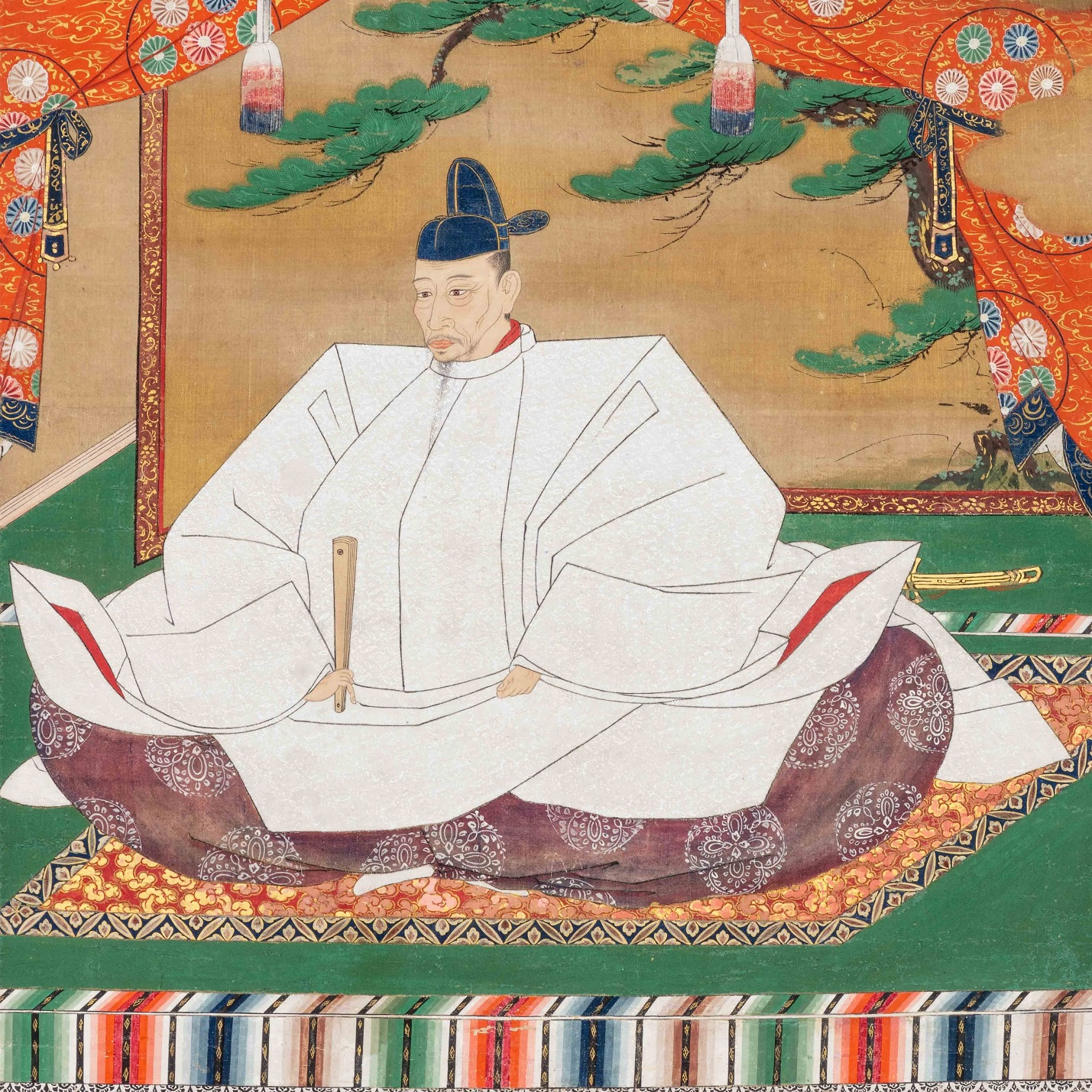
中国攻めでの才覚と本能寺の変後の速やかな行動によって「天下人」への階段を踏み出すこととなった羽柴（豊臣）秀吉

本能寺の変によって、中国攻めは中断され、中国地方の平定は賤ヶ岳の戦いののちの羽柴・毛利間の同盟成立にまで持ち越されることとなった。この同盟は、毛利輝元が羽柴秀吉に服属するかたちをとり、以後、毛利氏は秀吉政権下における西国屈指の大名として秀吉政権を支える存在となった。
中国攻めにおいて秀吉は、「三木の旱（ひ）殺し」、「鳥取城の渇（かつえ）殺し」、「高松城の水攻め」など、攻城戦の名手として、その才覚をいかんなく発揮した。主君信長も「侍ほどの者は筑前にあやかりたく存ずべし」と評するほどであった。
鳥取城攻囲戦において秀吉は、若狭の商人らに命じて若狭や山陰地方の米を時価の倍近い高価格で買い占め、やがて鳥取城内に備蓄された米さえ買い上げている。こうした大規模な経済的措置を講じたうえで、鳥取城には兵のみならず邑美郡・法美郡一帯の男女も立てこもるよう仕向けた。ここには一種の近代的な経済戦の要素さえみてとれる。
高松城の水攻めは、「空前絶後」の「奇策」であり、秀吉の特異な戦法として世に知られる。秀吉は無益な人的損耗を避けるため、綿密な地勢研究の結果にもとづいてこれを決意し、人民に経済的報酬をあたえることによって、全長4km弱におよぶ堤防をわずか12日間で築成し、かけつけた毛利勢の主力からの援助を不可能にしている。こののち、秀吉は小牧・長久手の戦いにおける竹ヶ鼻城（岐阜県羽島市）や紀州攻めの際の太田城（和歌山市）でも水攻めに成功しているが、他に成功例は少なく、小田原征伐における石田三成の武蔵国忍城（埼玉県行田市）攻めは、むしろ失敗している。安井久善によれば、元来、水攻めは、「天・地・人のあらゆる条件」が整ってかろうじて成功の可能性が生まれるのであって、それを決行して成功させたのは秀吉の卓越した戦略・戦術および統率力によるものであろう、としている。
それに先だつ三木城攻めは、落城に2年の歳月を要する長期戦となった。石山戦争の主将であった佐久間信盛は石山本願寺への緩慢な攻めを咎められ、のちに信長によって高野山に放逐されている。秀吉は、そうした主君の性格をわきまえ、常に安土城との連絡を緊密にし、必要な場合は信長に会見して指示を仰ぎ、あるいはみずからの所説も述べている。また、摂津有岡城の荒木村重の一族に対する過酷な処遇に対し、播磨三木城落城後の別所一族やその家臣に対する秀吉の処遇はきわめて寛大なものであった。秀吉に内通するという申し出があったため、秀吉が兵1,000名を遣わすと突然裏切ってその兵すべてを殺したという別所長治の家臣中村忠滋さえ許し、戦後はみずからの家臣に取り立てている。このような、戦後処理の巧みさ、人心収攬の巧みさもまた秀吉の声望を高めた。宇喜多・南条の両氏が毛利方から離反したのも、三木城攻囲戦下の秀吉の調略によっている。
織田政権全体からみた中国攻めは当初、石山本願寺との戦争と並行して進められた。その際、重要な役割をもったのは和泉の貿易港堺であった。堺港を独占的に掌握した信長は、南蛮貿易によって利益を得るとともに、いわゆる「大鉄砲」と呼ばれる新式火砲の導入・国産化を進め、両戦争に大きな影響をあたえた。それにともなって新しい攻城術も採用された。石山合戦において織田勢は陸路においては本願寺を完全に封鎖したものの、強大な動員力・戦闘力をもつ毛利水軍の力に兵糧・兵員の輸送を遮断することができなかった。信長による九鬼水軍の創設によって本願寺の抗戦を終息させることに成功したことは、秀吉をふくむ信長配下の諸将の戦略や戦術にも大きな影響をあたえ、鳥取城包囲戦の際にも、細川藤孝が丹後から船で兵糧を運び、あわせて毛利氏からの糧道を断つ作戦が採られて、鳥取城を孤立に追いこんだ。水軍の重要性を認識した秀吉は、毛利に属していた村上水軍の切り崩しに尽力し、戦略上重要な淡路島の制圧を急いだ。毛利との講和成立後は、毛利水軍は紀州攻めや四国攻めに動員されたほか、秀吉の組織した上方水軍が九州征伐や小田原征伐において果たした役割もまた大きかった。
中国平定ののち、秀吉は宇喜多・毛利の両氏を重視して西国政権としての基盤を固め、関白への任官や惣無事令の発布など朝廷を利用することによって畿内を本拠とする全国政権として天下統一を達成した。

## 中国方面軍の構成
谷口克広は、上述のとおり、羽柴軍団の中国方面軍への昇格を天正8年としている。谷口によれば、中国方面軍成立当時の構成は以下のとおりである。
- 旗本・譜代家臣
- 羽柴長秀（秀長）
  - 宮部継潤
    - 但馬衆
    - 因幡衆

  - 但馬衆
- 尾張・美濃衆=蜂須賀正勝・前野長康・杉原家次・竹中重矩・寺沢広政・仙石秀久ほか
- 近江衆
- 播磨衆=黒田孝高・別所重宗・赤松広秀

但馬平定後も、山陰方面軍は秀吉の弟秀長が主将を務めており、その陣容は以下の通りに編成されていたものと考えられる。
- 羽柴長秀（秀長）
  - 宮部継潤
    - 垣屋光成（但馬）
    - 垣屋豊続（但馬）
    - 荒木重堅（摂津出身）
    - 亀井茲矩（出雲出身）

  - 但馬衆

秀長が山陽方面に出動しなければならない事態にあっては、かれの代理として全体の指揮を執ったのは宮部継潤であった。継潤は近江出身で延暦寺の山法師であった経歴をもち、天正8年の山名氏討伐後は但馬豊岡城主として2万石を領した。鳥取城攻めでは最前線にあって吉川元春軍とも戦った。継潤にしたがったのは、荒木村重離反の際に村重の小姓から秀吉に転仕した荒木重堅（のちの木下重堅）、但馬平定を通じて羽柴方にしたがった垣屋光成・豊続、出雲国出身で、かつて山中鹿介と行動をともにしてきた亀井茲矩などであり、山陰方面での毛利勢との戦闘に参加したものと考えられる。継潤は、天正10年、山陰での戦功が認められて鳥取城城代となった。また、本能寺の変時、鳥取城は毛利氏に攻撃される可能性もあったが、山崎の戦い、賤ヶ岳の戦いと秀吉勢の主力が中国路を離れている間も、城代に任じられ続けたことから秀吉の信頼の厚さがうかがえる。谷口克広は、「この仕事は地味だけれど、秀吉をして心置きなく畿内で活躍させるための大きな力となったはずである」と述べ、そのはたらきを評価している。

## 略年表
- 日付はいずれも旧暦である。

| 年                  | 月日              | 地域        | できごと                                                                         |
| ------------------- | ----------------- | ----------- | -------------------------------------------------------------------------------- |
| 天正5年 （1577年）  | 10月              | 播磨        | 羽柴秀吉、中国攻めの総司令官として播磨に着陣。播磨国人衆の多くが羽柴秀吉に服属。 |
|                     | 11月上旬          | 但馬        | 岩洲城の戦い（朝来市）                                                           |
|                     | 11月上旬          | 但馬        | 竹田城の戦い（朝来市）                                                           |
|                     | 11月28日-12月1日  | 播磨        | 福原城の戦い（佐用町）                                                           |
|                     | 11月29日-12月3日  | 播磨        | 上月城の戦い<第一次>（佐用町）                                                   |
| 天正6年 （1578年）  |                   | 播磨        | 利神城（佐用町）が尼子勝久・山中幸盛により落城。                                 |
|                     | 1月-7月5日        | 播磨        | 上月城の戦い<第二次>（佐用町）                                                   |
|                     | 3月29日           | 播磨        | 三木城の戦い（三木市）はじまる。                                                 |
|                     | 4月3日-6日        | 播磨        | 野口城の戦い（加古川市）                                                         |
|                     | 6月27日-7月16日   | 播磨        | 神吉城の戦い（加古川市）                                                         |
|                     | 7月5日            | 播磨        | 上月城落城、尼子勝久・尼子氏久自害。                                             |
|                     | 8月初旬-8月10日   | 播磨        | 志方城の戦い（加古川市）                                                         |
|                     | 10月18日          | 播磨        | 高砂城の戦い（高砂市）                                                           |
|                     |                   | 播磨        | 鶏足寺（姫路市）、秀吉のために焼き討ちにあう。                                   |
| 天正7年 （1579年）  | 2月6日            | 播磨        | 平井山の戦い（三木市）                                                           |
|                     | 5月25日-27日      | 摂津        | 丹生山・淡河の戦い（神戸市）                                                     |
|                     | 6月               | 丹波        | 八上城の戦い（丹波篠山市）                                                       |
|                     | 6月13日           | 播磨        | 竹中重治が平山の陣中で病没                                                       |
|                     | 7月初旬-8月9日    | 丹波        | 黒井城の戦い（丹波市）で明智軍勝利。丹波平定。                                   |
|                     | 9月10日           | 播磨        | 平田砦の戦い（三木市）                                                           |
|                     | 10月19日          | 摂津        | 有岡城 落城                                                                      |
| 天正8年 （1580年）  | 1月6日            | 播磨        | 鷹の屋砦の戦い（三木市）                                                         |
|                     | 1月27日           | 播磨        | 三木城の戦い（三木市）終わる。                                                   |
|                     | 閏3月5日          | 畿内        | 石山戦争 終了                                                                    |
|                     | 閏3月29日-4月24日 | 播磨        | 英賀城の戦い（姫路市）                                                           |
|                     | 4月24日-5月10日   | 播磨        | 長水山城の戦い（宍粟市）。播磨平定。                                             |
|                     | 5月16日           | 但馬        | 有子山城（豊岡市）落城                                                           |
|                     | 5月21日           | 但馬        | 出石城（豊岡市）落城。但馬平定。                                                 |
|                     | 6月5日            | 美作        | 祝山城の戦い（津山市）                                                           |
| 天正9年 （1581年）  | 2月28日           | 京都        | 京都御馬揃え                                                                     |
|                     | 6月25日-10月25日  | 因幡        | 鳥取城の戦い（鳥取市）                                                           |
|                     | 7月               | 因幡        | 雁金城（鳥取市）攻撃。塩冶は因幡丸山城（鳥取市）に逃亡。                         |
|                     | 9月16日           | 因幡        | 湊川口の戦い（鳥取市）                                                           |
|                     | 10月24日          | 因幡        | 毛利氏、秀吉方に因幡丸山城開城。                                                 |
|                     | 10月25日-28日     | 伯耆        | 馬山の戦い（湯梨浜町）                                                           |
|                     | 11月中旬          | 淡路        | 由良城の戦い（洲本市）                                                           |
|                     | 11月15日          | 淡路        | 岩屋城の戦い（淡路市）。淡路平定。                                               |
|                     |                   | 但馬        | 藤堂高虎、但馬一揆を平定。                                                       |
|                     |                   | 播磨        | 置塩城の廃城。                                                                   |
| 天正10年 （1582年） | 3月17日           | 備前        | 常山城の戦い（岡山市）                                                           |
|                     | 4月中旬           | 備中        | 日畑城の戦い（倉敷市）                                                           |
|                     | 4月14日           | 備前        | 冠山城の戦い（岡山市）                                                           |
|                     | 4月中旬           | 備前        | 庭瀬城の戦い（岡山市）                                                           |
|                     | 4月中旬           | 備前        | 加茂城の戦い（岡山市）                                                           |
|                     | 5月8日-6月4日     | 備中        | 備中高松城の戦い（岡山市）                                                       |
|                     | 6月2日            | 京都        | 本能寺の変                                                                       |
|                     | 6月4日            | 備中        | 秀吉と毛利氏が講和。毛利氏に備中・美作・伯耆の割譲を受け入れさせる。             |
|                     | 6月6日            | 備中        | 秀吉軍、備中高松城より撤兵（中国大返しのはじまり）                               |
|                     | 6月9日            | 播磨        | 秀吉軍、姫路に到着                                                               |
|                     | 6月12日           | 摂津        | 秀吉軍、摂津富田（高槻市）まで移動（中国大返し）                                 |
|                     | 6月13日           | 摂津・ 山城 | 山崎の戦い                                                                       |